# Чезе (Фрозиноне)
Чезе је насеље у Италији у округу Фрозиноне, региону Лацио.
Према процени из 2011. у насељу је живело 295 становника. Насеље се налази на надморској висини од 159 м.